# Tyto gigantea
Tyto gigantea è una specie estinta di barbagianni vissuta nel Miocene superiore, circa 11.63-5.333 milioni di anni fa (Messiniano), in quella che oggi è la penisola del Gargano, Italia. Dai suoi resti, si evince che T. gigantea fosse molto simile alle specie moderne, ma se ne distingueva particolarmente per le dimensioni: un esemplare adulto poteva infatti sfiorare i 90 centimetri (35,4 pollici), ben più del gufo reale euroasiatico (Bubo bubo). Possedeva ossa delle ali relativamente ridotte e il suo peso poteva raggiungere anche i 10 kg, facendo supporre che questo animale fosse incapace di volare. Le zampe in compenso erano molto allungate, indicando capacità di corsa discrete.

## Evoluzione

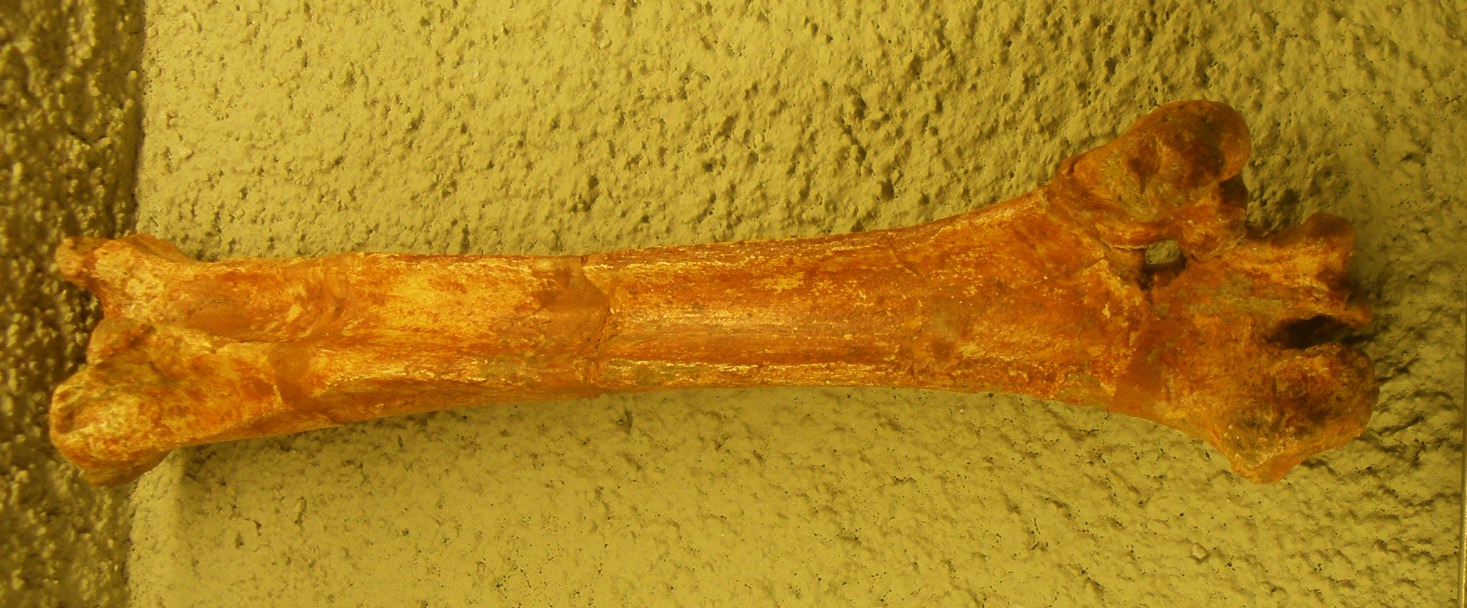
Tibiotarso di T. gigantea

Si pensa che T. gigantea si sia evoluta sull'isola del Gargano una volta arrivata su di essa. Il suo antenato volante che raggiunse l'isola in volo era, probabilmente, Tyto balearica, un barbagianni piuttosto grande, con un'apertura alare di 1,50 metri (4,9 piedi), che a quel tempo era diffuso in tutta Europa. È possibile che una popolazione di T. balearica sia divenuta stanziale nel Gargano e col tempo si sia adattata sempre di più alla vita terrestre; da essa si originò la specie Tyto robusta di dimensioni simili a Tyto balearica, ma probabilmente inetta al volo o quasi. T. robusta presentava infatti ossa irrobustite, adattamenti per supportare il suo peso al suolo, ma che avrebbero reso difficoltoso librasi in volo. A quei tempi, la fauna del Gargano cominciava ad aumentare di dimensioni; si ipotizza che ciò, insieme alla competizione con la pre-esistente T. balearica, abbia forzato T. robusta ad aumentare ulteriormente le proprie dimensioni. Circa 5 milioni di anni fa comparve infine T. gigantea, che prosperò sull'isola del Gargano fino al Pliocene inferiore, quando i mari sommersero il Gargano.
Fino a poco fa si pensava che T. robusta e T. gigantea fossero sinonimi, e che la loro differenza di dimensioni fosse dovuta a dimorfismo sessuale. Si è verificato che questa ipotesi non è realistica, sia perché la differenza nella taglia era troppo marcata (T. gigantea era almeno il 30% più grande di T. robusta), sia perché non sono mai stati ritrovati i fossili di entrambe le specie nello stesso luogo e nello stesso tempo (negli strati più recenti si trova solo T. gigantea). Con la sua taglia imponente questo animale era probabilmente il superpredatore della sua isola, predando anche prede come i grandi erinaceidi del Gargano, Deinogalerix e grandi roditori.